# Sayda, Tyskland
Sayda är en stad i Landkreis Mittelsachsen i förbundslandet Sachsen i Tyskland. Staden har cirka 1 700 invånare.
Staden ingår i förvaltningsområdet Sayda/Dorfchemnitz tillsammans med kommunen Dorfchemnitz.

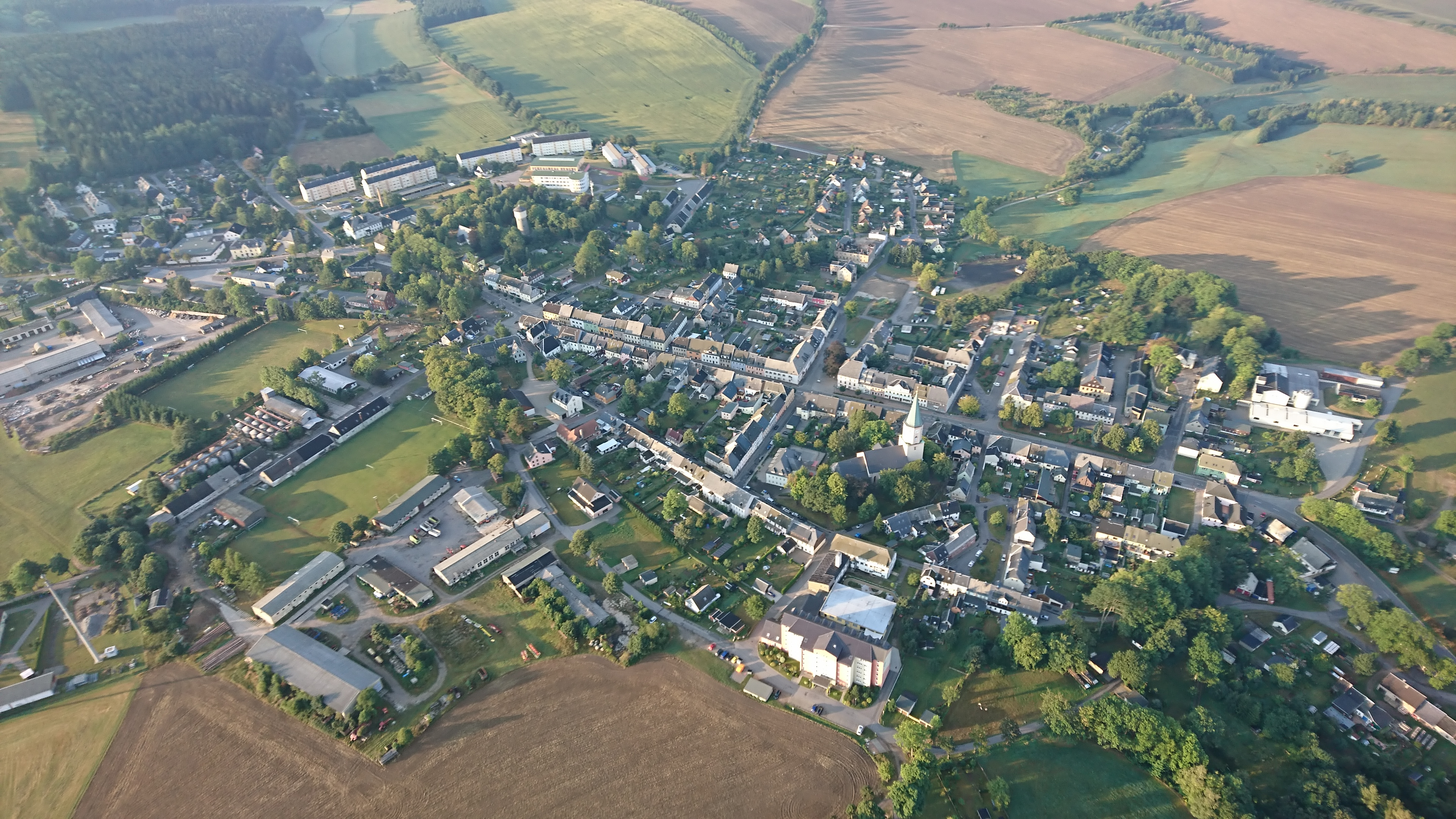